# A tolvajok hadserege
A tolvajok hadserege (eredeti cím: Army of Thieves) 2021-ben bemutatott amerikai bűnügyi-filmvígjáték, melyet Zack Snyder története alapján Matthias Schweighöfer rendezett. A forgatókönyvet Shay Hatten írta, a zenéjét Hans Zimmer és Steve Mazzaro szerezte. A film Halottak hadserege előzményfilmje, valamint A halottak hadserege-filmsorozat második része; a film főszereplője Schweighöfer, aki ismét Ludwig Dieter szerepében látható, a mellékszereplőket pedig Nathalie Emmanuel, Ruby O. Fee, Stuart Martin, Guz Khan és Jonathan Cohen alakítja.
A filmet 2021. október 29-én mutatta be a Netflix. Általánosságban pozitív véleményeket kapott a kritikusoktól, akik dicsérték a színészek játékát és Zimmer zenéjét.

## Rövid történet
Ludwig Dieter német kasszafúró, aki egy feltörekvő tolvajcsapat tagja. A zombiapokalipszis korai szakaszában szigorúan titkos rablásokon vesz részt a csapattal együtt.

## Szereplők
| Szerep                                      | Színész               | Magyar hang            |
| ------------------------------------------- | --------------------- | ---------------------- |
| Ludwig Dieter / Sebastian Schlencht-Wöhnert | Matthias Schweighöfer | Király Dániel          |
| Gwendoline Starr                            | Nathalie Emmanuel     | Törőcsik Franciska     |
| Korina Dominguez                            | Ruby O. Fee           | Podlovics Laura        |
| Brad Cage (Alexis Broschini)                | Stuart Martin         | Horváth-Töreki Gergely |
| Rolph                                       | Guz Khan              | Schmied Zoltán         |
| Delacroix                                   | Jonathan Cohen        | Szabó Máté             |
| Beatrix                                     | Noémie Nakai          | Huzella Júlia          |
| Scott Ward                                  | Dave Bautista         | Jászai László          |
| Maria Cruz                                  | Ana de la Reguera     | Botos Éva              |
| Christian Steyer                            | Hans Wagner           |                        |
| Nagy kemény fickó                           | Dan Bradford          |                        |
| Lucy                                        | Barbara Meier         |                        |
| Tom CM                                      | Andreas „Nowi” Nowak  |                        |
| Joe rendőrtiszt                             | Peter Hosking         |                        |

Ezenkívül Amy Huck Lady Café szerepében, Peter Simonischek pedig Dieter boltjának lakatosaként tűnik fel, valamint Szanada Hirojuki Bly Tanaka szerepében jelenik meg egy fényképen.

## Filmkészítés

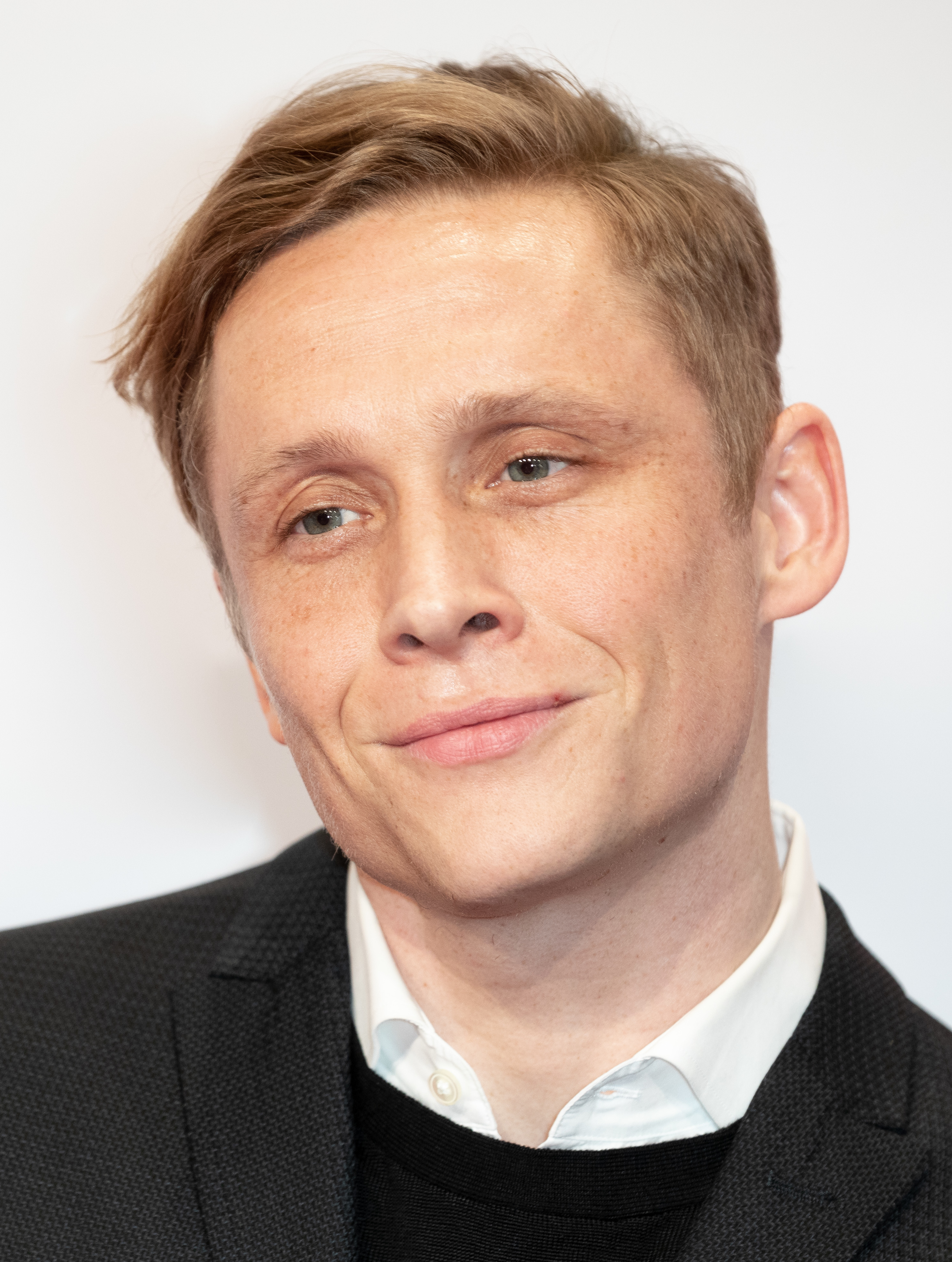
Matthias Schweighöfer volt a film rendezője, producere és főszereplője.

2020 szeptemberében jelentették be, hogy az akkor még Army of the Dead: The Prequel címen futó film a Netflixen fog megjelenni. A forgatás Németországban és a Cseh Köztársaságban zajlott, és 2020 decemberében fejeződött be. Egy 2021. februári interjúban Deborah Snyder a filmet A tolvajok hadseregeként nevezte el. Ugyanebben a hónapban Tom Holkenborg, A halottak hadserege zeneszerzője megerősítette, hogy mind az előzménysorozaton, mind az Army of the Dead: Lost Vegas című animációs sorozaton dolgozni fog. 2021 áprilisában Zack Snyder megerősítette a hivatalos címet. 2021 augusztusában Matthias Schweighöfer a Twitteren jelentette be, hogy Holkenborg helyett Hans Zimmer és Steve Mazzaro lesznek a film zeneszerzői.
Deborah Snyder 2021 májusában úgy írta le a filmet, hogy egy olyan, Az olasz melóhoz hasonló világban játszódik, ahol zombik léteznek, ugyanakkor kifejtette, hogy a film önálló alkotás. A producer a műfajt egy romantikus rablós vígjátéknak minősítette, amely kanonikusan az előző filmben bemutatott zombijárvány korai szakaszát ábrázolja; kijelentve: „[a film] egy olyan világban játszódik, ahol ezek a zombik Amerikában léteznek, amely instabilitást okoz a banki intézményekben. Pénzt szállítanak, így ez tökéletes alkalom egy rablásra.” A cselekmény középpontjában Schweighöfer karaktere, Ludwig Dieter áll, aki korábbi rablócsapatokkal tanulta meg a széfek feltörését. Schweighöfer elismerte, hogy bár a film nem kategorikusan egy zombifilm, a rendező mégis utalt arra, hogy az élőhalottak megjelenhetnek; míg Snyder megerősítette, hogy lesznek zombik a filmben.

## Bemutató
A Netflix 2021. július 25-én mutatta be a film első kedvcsináló előzetesét, amelyet a San Diegó-i Nemzetközi Képregény-találkozón láthatott a közönség.
2021. október 29-én mutatta be a Netflix.

## Fordítás
- Ez a szócikk részben vagy egészben  az   Army of Thieves című angol Wikipédia-szócikk fordításán alapul.  Az eredeti cikk szerkesztőit annak laptörténete sorolja fel. Ez a jelzés csupán a megfogalmazás eredetét és a szerzői jogokat jelzi, nem szolgál a cikkben szereplő információk forrásmegjelöléseként.